# Sudáfrica en los Juegos Olímpicos de Vancouver 2010
Sudáfrica estuvo representada en los Juegos Olímpicos de Vancouver 2010 por dos deportistas que compitieron en dos deportes.  
El portador de la bandera en la ceremonia de apertura fue el esquiador de fondo Oliver Kraas. El equipo olímpico sudafricano no obtuvo ninguna medalla en estos Juegos.